# San Antonio de Oriente
San Antonio de Oriente (uit het Spaans: "Sint-Anton van het oosten") is een gemeente (gemeentecode 0817) in het departement Francisco Morazán in Honduras.
De eerste bewoners van het dorp kwamen in 1660 vanuit het dorp Mineral de San Antonio dat op 4 km afstand ligt. Tegenwoordig heet het San Antonio de Yusguare. Een kilometer ten westen van San Antonio de Oriente ligt nog een dorp San Antonio de Ocidente ("Sint-Anton van het westen"). Beide dorpen kregen hun naam vanwege hun ligging ten opzichte van elkaar. San Antonio de Ocidente is ook even een zelfstandige gemeente geweest.
San Antonio de Oriente ligt op 28 km van Tegucigalpa, hoog in de bergen die begroeid zijn met pijnbomen. Dichtbij ligt de Vallei van Zamorano. De rivier Santa Inés doorkruist de gemeente van zuid naar noord.
In het verleden heeft hier mijnbouw plaatsgevonden. Omdat er nog resten van die geschiedenis terug te vinden, is het dorp in 1995 uitgeroepen tot Nationaal Erfgoed. Het wordt bezocht door dagjesmensen vanuit Tegucigalpa, maar de infrastructuur is niet erg ontwikkeld. In het verleden was het dorp aangesloten op het telefoonnet, maar tegenwoordig niet meer. Er is een school en een gezondheidscentrum. Veel jonge mensen trekken uit het dorp weg naar Tegucigalpa.
In San Antonio de Oriente wordt snoepgoed geproduceerd met de naam mongita.

## José Antonio Velásquez
José Antonio Velásquez (1906–1983), een belangrijk primitivistisch schilder, heeft in San Antonio de Oriente gewoond. Het dorp en de omgeving komen op sommige van zijn schilderijen terug.

## Bevolking
De bevolking is als volgt verdeeld:
| Vrouwen | 7567 | 49% |
| Mannen  | 7879 | 51% |

## Dorpen
De gemeente bestaat uit twaalf dorpen (aldea), waarvan de grootste qua inwoneraantal: El Jicarito (code 081702) en San Francisco (081710).